# Список умерших в 1977 году
В этой статье представлен список известных людей, умерших в 1977 году.
- См. также: Категория:Умершие в 1977 году

## Январь
- 1 января — Семён Агафонов (59) — Герой Советского Союза.
- 1 января — Константин Аксёнов (67) — Герой Советского Союза.
- 1 января — Надир Ибрагимов (44) — азербайджанский и советский астрофизик.
- 3 января — Иван Лапин (53) — Полный кавалер Ордена Славы.
- 3 января — Михаил Трусов (69) — Герой Советского Союза.
- 4 января — Закир Асфандияров (58) — Герой Советского Союза.
- 4 января — Александр Рашевский (68) — Герой Советского Союза.
- 6 января — Георгий Лежава (73) — грузинский советский архитектор.
- 9 января — Константин Исаев (69) — советский драматург, сценарист.
- 10 января — Яхъя Гулямов (68) — известный ученый-археолог, доктор исторических наук.
- 10 января — Алексей Лузгин (56) — участник Великой Отечественной войны, Герой Советского Союза, подполковник.
- 11 января — Михаил Хватцев (93) — советский педагог.
- 12 января — Валентина Бжеская (80) — советская актриса, заслуженная артистка Украинской ССР,заслуженная артистка Узбекской ССР.
- 12 января — Анри-Жорж Клузо (69) — французский кинорежиссёр и сценарист.
- 12 января — Григорий Собковский (55) — полковник Советской Армии, участник Великой Отечественной войны, Герой Советского Союза.
- 12 января — Юрий Соловьёв (36) — русский советский артист балета, Народный артист СССР (1973); покончил с собой.
- 14 января — Анаис Нин (73) — американская и французская писательница, известная своими эротическими романами и дневником, который она вела более 60 лет.
- 14 января — Питер Финч (60) — австралийский актёр, один из двух актёров, посмертно удостоенных премии «Оскар» (за фильм «Телесеть»).
- 15 января — Астан Кесаев (62) — советский подводник. Капитан 1-го ранга. Герой Советского Союза.
- 16 января — Сергей Луганский (58) — командир эскадрильи 270-го истребительного авиационного полка (203-я истребительная авиационная дивизия, 1-й штурмовой авиационный корпус, 5-я воздушная армия, Степной фронт), Дважды Герой Советского Союза.
- 17 января — Гэри Гилмор (36) — преступник, признанный виновным в нескольких ограблениях и двух убийствах.
- 18 января — Василий Петренко (52) — украинский советский историк и педагог.
- 18 января — Иван Фадеев (53) — Герой Советского Союза.
- 19 января — Павел Поспелов (64) — Герой Советского Союза.
- 20 января — Михаил Акимов (58) — участник Великой Отечественной войны, Герой Советского Союза.
- 20 января — Павел Мисан (69) — Полный кавалер ордена Славы.
- 20 января — Кристьян Кярбер (68) — Герой Социалистического Труда.
- 21 января — Александр Тимаков (61) — участник Великой Отечественной войны, Герой Советского Союза.
- 21 января — Геза Ревес (74) — венгерский государственный деятель, министр обороны ВНР.
- 24 января — Вартан Аджемян (71) — армянский советский театральный режиссёр, народный артист СССР.
- 25 января — Владимир Берестецкий (63) — физик-теоретик, доктор физико-математических наук, профессор, заведовал лабораторией в Институте теоретической и экспериментальной физики АН СССР.
- 27 января — Сергей Жунин (70) — полковник Рабоче-крестьянской Красной Армии, партизан Великой Отечественной войны, Герой Советского Союза.
- 30 января — Юлий Керкис (69) — советский генетик и специалист в области радиобиологии.
- 31 января — Модест Табачников (63) — известный советский композитор-песенник, Заслуженный деятель искусств РСФСР (1976).

## Февраль
- 1 февраля — Спартак Багашвили (62) — советский грузинский актёр, народный артист Грузинской ССР.
- 1 февраля — Яков Гаркуша (61) — Герой Советского Союза.
- 2 февраля — Тимофей Вакулькин (66) — советский государственный и партийный деятель, министр промышленности строительных материалов Карело-Финской ССР (1955—1956).
- 2 февраля — Ксения Колобова (71) — советский историк, профессор исторического факультета ЛГУ.
- 3 февраля — Иван Гайнулин (52) — Герой Советского Союза.
- 3 февраля — Фёдор Кузьмин (44) — старший лейтенант Советской Армии, участник подавления Венгерского восстания 1956 года, Герой Советского Союза.
- 5 февраля — Гилемхан Идрисов (53) — Герой Советского Союза.
- 6 февраля — Василий Зотов (77) — советский политический деятель, министр пищевой промышленности СССР (1965—1970).
- 6 февраля — Яков Осадчий (75) — советский металлург, Герой Социалистического Труда
- 7 февраля — Сергей Чижов (64) — Герой Советского Союза.
- 8 февраля — Василий Нечаевский (55) — советский партийно-государственный и хозяйственный деятель, Герой Социалистического Труда.
- 10 февраля — Ефим Альперин — советский писатель и журналист.
- 10 февраля — Стасис Красаускас (47) — литовский советский художник-график.
- 12 февраля — Семён Апряткин (66) — советский государственный и партийный деятель, 1-й секретарь Чечено-Ингушского областного комитета КПСС.
- 12 февраля — Иван Шатилло (66) — белорусский советский актёр театра и кино. Народный артист БССР.
- 14 февраля — Алим Ходжаев (66) — узбекский советский актёр, театральный режиссёр. Народный артист СССР.
- 15 февраля — Исаак Болеславский (57) — советский шахматист, гроссмейстер (1950), претендент на мировое первенство, шахматный теоретик и тренер.
- 15 февраля — Люция Гарута (74) — латвийская пианистка и композитор.
- 15 февраля — Парфентий Гузенко (63) — советский государственный и партийный деятель, председатель Исполнительного комитета Кемеровского областного Совета (1964—1977).
- 15 февраля — Анатолий Гуляев (56) — Герой Советского Союза.
- 17 февраля — Фёдор Башкиров (65) — Герой Советского Союза.
- 20 февраля — Леонид Верещагин (67) — российский советский физик и химик.
- 20 февраля — Валентина Тышковец (62) — советский кинооператор.
- 20 февраля — Барух Узиэль (75) — израильский политик, депутат кнессета от Либеральной партии, а затем от блока «ГАХАЛ».
- 21 февраля — Николай Вихирев (73) — советский оператор документального кино.
- 23 февраля — Василий Доенин (67) — советский государственный и партийный деятель, министр машиностроения для лёгкой и пищевой промышленности и бытовых приборов СССР (1965—1977).
- 24 февраля — Павел Молчанов (74) — советский белорусский актёр, режиссёр. Народный артист СССР.
- 25 февраля — Владимир Берестецкий (74) — капитан 1 ранга.
- 26 февраля — Пётр Дейкало (59) — старший лейтенант Советской Армии, участник Великой Отечественной войны, Герой Советского Союза.
- 28 февраля — Николай Бусленко (55) — советский ученый-математик, доктор технических наук.
- 28 февраля — Фёдор Колтыга — участник Великой Отечественной войны, Герой Советского Союза.
- 28 февраля — Эдди Андерсон (71) — американский актёр.

## Март
- 1 марта — Георгий Гоциридзе (66) — Герой Советского Союза.
- 2 марта — Иванна Блажкевич — западноукраинская писательница, поэтесса.
- 4 марта — Автандил Варази (50) — грузинский художник.
- 4 марта — Константин Уржунцев (68) — советский офицер, Герой Советского Союза.
- 5 марта — Дмитрий Ковалёв (61) — русский, советский поэт-лирик.
- 5 марта — Нина Подгорецкая (74) — советская балерина, балетный педагог.
- 5 марта — Том Прайс (27) — британский автогонщик, участник чемпионатов мира по автогонкам в классе Формула-1; погиб на Гран-при ЮАР.
- 9 марта — Николай Дудоров (70) — советский государственный и партийный деятель, министр внутренних дел СССР (1956—1960).
- 9 марта — Николай Сосин (74) — Герой Советского Союза.
- 9 марта — Ахмеджан Терегулов (80) — военный деятель. Военный комиссар Башкирской АССР.
- 10 марта — Алексей Кирюшкин (69) — Полный кавалер ордена Славы.
- 11 марта — Иван Давыдов (51) — Герой Советского Союза.
- 11 марта — Михаил Харчиков (73) — Герой Советского Союза.
- 12 марта — Хорен Хачатрян (53) — Герой Советского Союза.
- 13 марта — Яков Лях (62) — советский колхозник. Герой Социалистического Труда.
- 13 марта — Михаил Острекин (72) — Герой Советского Союза.
- 13 марта — Ицхак Спивак — еврейский детский писатель, переводчик, педагог-методист. Писал на иврите.
- 14 марта — Анатолий Кацнельсон (72) — советский военачальник.
- 15 марта — Алексей Полторацкий (71) — украинский советский писатель.
- 16 марта — Пётр Колпаков (55) — Герой Советского Союза.
- 17 марта — Василий Земляк (53) — украинский советский писатель.
- 18 марта — Ян Ларри (77) — советский детский писатель, фантаст.
- 19 марта — Ануфрий Луценко — полковник Рабоче-крестьянской Красной Армии, участник Великой Отечественной войны, Герой Советского Союза.
- 19 марта — Уильям Лоуренс (89) — американский журналист и официальный историограф ядерных программ США.
- 19 марта — Александр Патрацкий (76) — Полный кавалер ордена Славы.
- 21 марта — Николай Казаченко (61) — Герой Советского Союза.
- 21 марта — Николай Козьяков (62) — Герой Советского Союза.
- 21 марта — Алексей Никифоров (62) — Герой Советского Союза.
- 22 марта — Серикказы Бекбосунов (51) — Герой Советского Союза.
- 22 марта — Виктор Кузьмин (54) — Герой Советского Союза.
- 22 марта — Ив Мейер (48) — американская фотомодель, киноактриса и кинопродюсер; авиакатастрофа[1]
- 23 марта — Михаил Мордвянников (51) — Герой Советского Союза.
- 24 марта — Максим Сабуров (77) — советский партийный и государственный деятель.
- 24 марта — Конрад Феликсмюллер (79) — немецкий художник-экспрессионист.
- 24 марта — Семён Хазарьян (54) — Герой Советского Союза.
- 24 марта — Григорий Холод (73) — Герой Советского Союза.
- 25 марта — Павел Кубышкин (56) — капитан Рабоче-крестьянской Красной Армии, участник Великой Отечественной войны, Герой Советского Союза.
- 25 марта — Борис Марков (53) — чувашский артист, режиссёр.
- 25 марта — Альфонс Массамба-Деба — конголезский социалистический политик и государственный деятель.
- 29 марта — Евсигний Пайгусов (63) — Герой Советского Союза.
- 30 марта — Михаил Винярский (64) — советский кинорежиссёр.
- 30 марта — Виктор Гнедин (62) — Герой Советского Союза.
- 30 марта — Алексей Ерёмин (66) — Герой Советского Союза.
- 30 марта — Лев Ревуцкий (88) — украинский советский композитор, педагог.
- 30 марта — Николай Шутт (60) — Герой Советского Союза.

## Апрель
- 1 апреля — Владимир Осенев (68) — советский актёр театра и кино.
- 4 апреля — Андрей Дикий (83) — русский писатель, политический деятель и журналист.
- 5 апреля — Юрий Завадский (82) — советский актёр и режиссёр, народный артист СССР (1948), педагог, профессор.
- 5 апреля — Алексей Зуйков (61) — Герой Советского Союза.
- 5 апреля — Алексей Краснокутский (64) — старшина Рабоче-крестьянской Красной Армии, участник Великой Отечественной войны, Герой Советского Союза.
- 7 апреля — Рахмонов, Журахон Рахмонбердиевич (60) — Основатель театра имени Бобура города Ош, заслуженный артист Узбекской ССР, кавалер ордена Отечественной войны.
- 7 апреля — Зигфрид Бубак (57) — Генеральный прокурор ФРГ с 1974; убит вместе с двумя телохранителями (Вольфгангом Гебелем и Георгом Вюрстером) в результате вооружённого нападения, устроенного террористами организации «Фракция Красной Армии».
- 9 апреля — Насим Хасанов (52) — полный кавалер Ордена Славы.
- 10 апреля — Всеволод Голубничий (48) — украинский экономист, историк, публицист.
- 10 апреля — Саду Шакиров (54) — Герой Советского Союза.
- 10 апреля — Пётр Шпак(61) — Герой Советского Союза.
- 11 апреля — Анатолий Королькевич (76) — советский актёр, заслуженный артист РСФСР
- 11 апреля — Карен Кранцке (30) — австралийская теннисистка и теннисный тренер.
- 11 апреля — Жак Превер (77) — французский поэт и кинодраматург.
- 12 апреля — Алексей Зайцев (68) — советский футболист.
- 13 апреля — Даниил Ильченко (82) — российский и советский актёр театра и кино.
- 13 апреля — Александр Родимцев (72) — советский военачальник, генерал-полковник, дважды Герой Советского Союза.
- 14 апреля — Яков Поштаренко (72) — советский военный. Участник Великой Отечественной войны. Герой Советского Союза.
- 14 апреля — Вильгельм Яблонский (87) — украинский советский трубач и музыкальный педагог.
- 16 апреля — Дмитрий Камоликов — сержант Рабоче-крестьянской Красной Армии, участник Великой Отечественной войны, Герой Советского Союза.
- 16 апреля — Иван Чабунин (67) — участник Великой Отечественной войны, Герой Советского Союза.
- 17 апреля — Леонид Чирков (65) — Полный кавалер Ордена Славы.
- 17 апреля — Марджори Гейтсон (86) — американская актриса.
- 19 апреля — Иван Гуреев (70) — начальник 2-го учебного полигона Министерства обороны СССР (Семипалатинский ядерный полигон), генерал-майор.
- 22 апреля — Борис Наглис (60) — советский шахматист и шахматный деятель, мастер спорта СССР.
- 22 апреля — Василий Погорелов (52) — участник Великой Отечественной войны, Герой Советского Союза.
- 22 апреля — Вера Хвостова (73) — генетик и цитогенетик.
- 23 апреля — Борис Демидович (71) — советский математик и педагог.
- 23 апреля — Мир-Али Кашкай (70) — выдающийся азербайджанский и советский геолог.
- 25 апреля — Фёдор Костин (74) — участник Великой Отечественной войны, Герой Советского Союза.
- 25 апреля — Сергей Родинка (60) — участник Великой Отечественной войны, Герой Советского Союза.
- 26 апреля — Здислав Мархвицкий (49) — польский серийный убийца; повешен.
- 26 апреля — Евгений Шведе (86) — морской офицер, учёный, географ и историк.
- 28 апреля — Нургали Галиев (62) — участник Великой Отечественной войны, Герой Советского Союза.
- 28 апреля — Исаак Рабинович (91) — советский учёный в области строительной механики.
- 30 апреля — Тарас Рыбас (58) — русский советский писатель.

## Май
- 1 мая — Григорий Шумейко (53) — Герой Советского Союза.
- 1 мая — Ихил Фаликман (65) — еврейский советский писатель. Писал на идиш.
- 2 мая — Исидор Анненский (71) — советский кинорежиссёр и сценарист.
- 3 мая — Иван Фролов (58) — Герой Советского Союза.
- 4 мая — Кузьма Киселёв (73) — белорусский политик и дипломат.
- 4 мая — Михаил Мухин (29) — советский шахматист, международный мастер (1975).
- 5 мая — Степан Артёменко (64) — командир батальона 447-го стрелкового полка, дважды Герой Советского Союза.
- 5 мая — Сергей Борщёв (65) — Герой Советского Союза.
- 5 мая — Мамед Али оглы Магеррамов (57) — участник Великой Отечественной войны, командир отделения, старший сержант, Герой Советского Союза.
- 5 мая — Александр Меллер-Закомельский (79) — офицер-кавалерист, правый эмигрантский публицист и писатель. Заметный деятель русского национал -социалистического движения в нацистской Германии.
- 6 мая — Пётр Власенков (60) — Герой Советского Союза.
- 7 мая — Павел Пурин (66) — участник Великой Отечественной войны, Герой Советского Союза.
- 9 мая — Василий Горбань (59) — участник Великой Отечественной войны, Герой Советского Союза.
- 10 мая — Джоан Кроуфорд (73) — американская актриса немого и звукового кино.
- 11 мая — Виктор Маслов (67) — советский футболист и тренер.
- 13 мая — Сергей Маркин (58) — советский офицер, участник Великой Отечественной войны, военный лётчик, Герой Советского Союза.
- 13 мая — Савелий Свидерский (72) — участник Великой Отечественной войны, военный лётчик, Герой Советского Союза.
- 13 мая — Муллаям Усманов (66) — Полный кавалер ордена Славы.
- 14 мая — Пётр Дементьев (70) — советский государственный деятель.
- 14 мая — Виталий Кулигин (54) — Полный кавалер ордена славы.
- 14 мая — Эзра Шапиро (74) — американский адвокат, еврейский общественный деятель и международного сионистского движения.
- 15 мая — Анатолий Самочкин (63) — Герой Советского Союза.
- 16 мая — Иосиф Оранский (54) — советский востоковед.
- 18 мая — Отто Бадер (73) — советский и российский археолог.
- 18 мая — Фёдор Куликов (59) — участник Великой Отечественной войны, Герой Советского Союза.
- 18 мая — Антон Оборин (73) — советский естествоиспытатель, биолог, географ, почвовед, доктор биологических наук.
- 19 мая — Сергей Волкенштейн (76) — Герой Советского Союза.
- 21 мая — Александр Крайнов (57) — Герой Советского Союза.
- 21 мая — Александр Новиков (52) — Герой Советского Союза.
- 22 мая — Таган Байрамдурдыев — Герой Советского Союза.
- 22 мая — Евгений Фоминых (70) — Герой Советского Союза.
- 23 мая — Валентин Петухов (69) — советский физик.
- 25 мая — Евгения Гинзбург (72) — российская советская журналистка, известная мемуаристка, мать Василия Аксёнова.
- 25 мая — Чарльз Норри (83) — британский государственный и политический деятель, военачальник.
- 27 мая — Константин Жиляев — Герой Советского Союза.
- 27 мая — Тимофей Сергейчик (77) — советский белорусский театральный актёр и режиссёр. Народный артист БССР.
- 28 мая — Витольд Якимчик (77) — советский шахматный композитор, мастер спорта СССР по шахматной композиции.
- 29 мая — Вадим Емельянов (35) — советский боксёр.
- 30 мая — Григорий Квасов (71) — советский политический деятель, председатель Исполнительного комитета Чкаловского областного Совета (1940—1942).
- 30 мая — Николай Лапата (56) — Герой Советского Союза.

## Июнь
- 1 июня — Мамед Эфендиев (89) — советский математик-педагог, заслуженный деятель науки Азербайджанской ССР.
- 3 июня — Константин Зайцев (62) — Герой Советского Союза.
- 3 июня — Николай Охман (68) — Герой Советского Союза.
- 3 июня — Роберто Росселлини (71) — итальянский кинорежиссёр.
- 3 июня — Константин Хаджиев (66) — Герой Советского Союза.
- 4 июня — Виктор Нестерцев (78) — советский военный лётчик и военачальник.
- 6 июня — Павел Колесник (61) — советский военачальник, контр-адмирал.
- 7 июня — Отто Кайзер (76) — австрийский фигурист, выступавший в парном разряде.
- 8 июня — Иван Иванов (52) — ефрейтор Рабоче-крестьянской Красной Армии, участник Великой Отечественной войны, полный кавалер ордена Славы.
- 9 июня — Николай Ролин (62) — Герой Советского Союза.
- 11 июня — Николай Бушманов (75) — советский офицер, полковник, руководитель подпольной антинацистской организации в «Третьем Рейхе».
- 11 июня — Николай Кулебяев (70) — Герой Советского Союза.
- 12 июня — Николай Фёдоров (58) — Герой Советского Союза.
- 12 июня — Василий Цыс (73) — Герой Советского Союза.
- 13 июня — Василий Осененко (61) — первый секретарь Глубокского райкома Коммунистической партии Белоруссии.
- 16 июня — Виктор Лозовский — Герой Советского Союза.
- 17 июня — А Ин (77) — китайский драматург, литературовед и критик.
- 17 июня — Иван Анохин (74) — Герой Советского Союза.
- 17 июня — Николай Чунтонов (55) — Герой Советского Союза.
- 18 июня — Хосе Артуро Кастельянос (83) — сальвадорский военный и дипломат, спасший жизнь более 25 тысяч евреев во время Холокоста.
- 18 июня — Иван Кружняков (68) — полный кавалер ордена Славы.
- 20 июня — Альфред Арендс (83) — известный ученый-востоковед, доктор исторических наук.
- 20 июня — Елла Бриггс (97) — австрийский архитектор, дизайнер.
- 21 июня — Иван Грек (62) — старший сержант Рабоче-крестьянской Красной Армии, участник Великой Отечественной войны, Герой Советского Союза.
- 22 июня — Василий Кружалов (62) — Герой Советского Союза.
- 23 июня — Николай Радаев (63) — Герой Советского Союза.
- 23 июня — Александр Румянцев (55) — Герой Советского Союза.
- 24 июня — Павел Скоропад (58) — Полный кавалер Ордена Славы.
- 25 июня — Михаил Голяков (66) — Герой Советского Союза.
- 25 июня — Иван Затынайченко (58) — Герой Советского Союза.
- 25 июня — Ефим Ороховатский (74) — участник Великой Отечественной войны, Герой Советского Союза.
- 26 июня — Сергей Лемешев (74) — выдающийся русский оперный певец, лирический тенор.
- 27 июня — Никифор Биганенко (63) — Генерал-майор. Герой Советского Союза.
- 27 июня — Николай Ли (62) — корейский советский актёр, певец (тенор), народный артист Казахской ССР.
- 28 июня — Карл Дворкин (68) — советский учёный-химик в системе атомной промышленности.
- 28 июня — Василий Иваненко — Герой Советского Союза.
- 28 июня — Тихон Кривоухов (74) — Герой Советского Союза.
- 29 июня — Дьёрдь Куташи (66) — венгерский ватерполист, вратарь. Олимпийский чемпион 1936 года, чемпион Европы 1934 года.

## Июль
- 1 июля — Василий Павлов (70) — советский футболист.
- 2 июля — Николай Бережной — старшина Рабоче-крестьянской Красной Армии, участник Великой Отечественной войны, Герой Советского Союза.
- 2 июля — Владимир Набоков (78) — великий русский писатель и поэт.
- 3 июля — Александр Волков (85) — советский писатель-сказочник, драматург, переводчик.
- 4 июля — Герш Будкер (59) — советский физик, академик АН СССР.
- 6 июля — Григорий Лущенко (70) — майор Советской Армии, участник Великой Отечественной войны, Герой Советского Союза.
- 6 июля — Михаил Мурашкин (62) — участник Великой Отечественной войны, Герой Советского Союза.
- 6 июля — Эдён Партош (69) — венгерский и израильский композитор-классик, альтист и музыкальный педагог. Директор тель-авивской Академии музыки, профессор Тель-Авивского университета, лауреат Премии Израиля.
- 7 июля — Рухи Аннаев (66) — советский физик, крупный ученый в области магнетизма и физики металлов. Академик Академии наук Туркменской ССР.
- 8 июля — Владимир Миронов (51) — участник Великой Отечественной войны, Герой Советского Союза.
- 10 июля — Александр Липкан (68) — молдавский советский писатель, журналист, переводчик.
- 11 июля — Ицхак Данцигер (61) — израильский скульптор и архитектор ландшафта.
- 11 июля — Евгений Карелов (45) — советский кинорежиссёр, сценарист.
- 11 июля — Евдоким Мазков (55) — Герой Советского Союза.
- 12 июля — Василий Алифанов (52) — Полный кавалер ордена Славы.
- 12 июля — Бободжан Гафуров (68) — советский государственный и партийный деятель.
- 12 июля — Алексей Тугаринов (60) — советский учёный, геохимик и геолог.
- 13 июля — Павел Лейцис (68) — Герой Советского Союза.
- 14 июля — Владимир Валуев (69) — советский государственный и партийный деятель, министр местной и топливной промышленности Украинской ССР (1957).
- 14 июля — Ефрем Марьенков (79) — советский писатель.
- 15 июля — Давид Бар Рав Хай (83) израильский политический деятель. Депутат Кнессета. Брат С. Я. Борового.
- 15 июля — Михаил Дейнеженко (61) — Герой Советского Союза.
- 15 июля — Александр Овсянников (65) — советский и украинский учёный в области зоотехники.
- 15 июля — Павел Сидоров (64) — Герой Советского Союза.
- 15 июля — Константин Федин (85) — русский советский писатель, общественный деятель.
- 15 июля — Мишааль бинт Фахд аль Сауд — принцесса из дома Саудов, которая была казнена по обвинению в прелюбодеянии.
- 16 июля — Африкан Соколов (60) — Герой Советского Союза.
- 17 июля — Александр Савченков (54) — Герой Советского Союза.
- 18 июля — Илья Набатов (80) — советский артист эстрады. Народный артист РСФСР.
- 20 июля — Фридрих Юнгер (78) — немецкий писатель, эссеист.
- 21 июля — Шота Манагадзе (74) — советский кинорежиссёр, народный артист Грузинской ССР.
- 21 июля — Иван Югалов (53) — Герой Советского Союза.
- 22 июля — Александр Борисов (63) — советский государственный и партийный деятель, председатель Исполнительного комитета Свердловского областного Совета (1964—1977).
- 22 июля — Константин Митин (72) — советский архитектор, член Союза архитекторов.
- 22 июля — Сергей Подлузский (57) — Герой Советского Союза.
- 23 июля — Ирина Неупокоева (60) — советский литературовед, председатель Учёного совета ИМЛИ.
- 23 июля — Василий Шеньшаков (73) — Герой Советского Союза.
- 24 июля — Василий Курасов (56) — сержант Рабоче-крестьянской Красной Армии, участник Великой Отечественной войны, Герой Советского Союза.
- 25 июля — Давид Зильберман — советский и американский философ, социолог культуры.
- 25 июля — Александр Серёгин (70) — участник Великой Отечественной войны, Герой Советского Союза.
- 26 июля — Антон Брюханов (69) — полный кавалер ордена Славы.
- 26 июля — Антон Дураченко (77) — участник Великой Отечественной войны, Герой Советского Союза.
- 26 июля — Пётр Соболевский (73) — советский актёр театра и кино.
- 26 июля — Николай Чусовской (67) — участник Великой Отечественной войны, Герой Советского Союза.
- 27 июля — Сабир Али оглы Алиев (49) — азербайджанский врач, судебно-медицинский эксперт и поэт.
- 27 июля — Джейкоб Маршак (79) — американский экономист.
- 28 июля — Зиновий Драпкин (76) — советский актёр, кинорежиссёр, сценарист.
- 29 июля — Фёдор Шаповалов (53) — военный, майор, участник Великой Отечественной войны.
- 31 июля — Павел Хвостов (70) — Герой Советского Союза.

## Август
- 1 августа — Иван Гордиенко (63) — Полный кавалер Ордена Славы.
- 1 августа — Фрэнсис Гэри Пауэрс (47) — американский лётчик, в 1950-е годы выполнявший разведывательные миссии и сбитый над СССР в 1960 году.
- 4 августа — Иван Жидков (53) — Герой Советского Союза.
- 5 августа — Иван Акимов (66) — Герой Советского Союза.
- 5 августа — Павел Максимов (84) — советский писатель, основатель Союза писателей Дона.
- 6 августа — Владимир Карпов (65) — советский, белорусский писатель, критик.
- 7 августа — Александр Бельский (56) — советский литературовед.
- 7 августа — Евгений Коковин (64) — детский советский писатель.
- 7 августа — Николай Погодин (55) — Герой Советского Союза.
- 8 августа — Рем Хохлов (51) — советский физик, один из основоположников нелинейной оптики, с 1973 по 1977 — ректор МГУ; умер в результате неудачной попытки восхождения на Пик Коммунизма (обстоятельства не позволили провести акклиматизацию перед восхождением).
- 9 августа — Алексей Виноградов (76) — генерал-майор Советской Армии.
- 10 августа — Винс Барнетт (75) — американский актёр-комик.
- 11 августа — Евграф Покусаев (67) — советский литературовед.
- 12 августа — Виталий Рыжков (81) — советский биолог, ботаник, вирусолог.
- 13 августа — Виктор Гражданкин (76) — Герой Советского Союза.
- 13 августа — Григорий Кузнецов (63) — Герой Советского Союза.
- 14 августа — Александр Лурия (75) — известный советский психолог, основатель отечественной нейропсихологии, ученик Льва Выготского.
- 15 августа — Сергей Волков (61) — Герой Советского Союза.
- 16 августа — Евгений Меккелев (60) — советский железнодорожник, Герой Социалистического Труда.
- 16 августа — Элвис Пресли (42) — король рок-н-ролла, знаменитый американский певец.
- 17 августа — Ярослава Бандера (59) — украинская общественная и политическая деятельница.
- 17 августа — Владимир Кабанов (58) — Герой Советского Союза.
- 18 августа — Аркадий Мовзон (58) — белорусский советский драматург.
- 19 августа — Леонид Галлис (65) — советский актёр театра и кино, народный артист РСФСР.
- 20 августа — Иван Касатонов (63) — Герой Советского Союза.
- 20 августа — Михаил Коряков (66) — писатель, публицист, литературный критик.
- 21 августа — Фёдор Вяльцев (55) — Герой Советского Союза.
- 21 августа — Виктор Заевский (68) — Герой Советского Союза.
- 22 августа — Аман Кульмамедов (68) — туркменский советский актёр. Народный артист СССР.
- 22 августа — Василий Михайленко — Герой Советского Союза.
- 23 августа — Виктор Гончаренко (55) — мастер спорта, неоднократный рекордсмен и чемпион СССР в планерном спорте.
- 24 августа — Елизавета Уварова (74) — советская актриса театра и кино.
- 25 августа — Максут Салыков (50) — казахский советский театральный актёр, заслуженный артист Казахской ССР (1966).
- 26 августа — Ханс Аугусто Рей (78) — детский писатель и иллюстратор.
- 28 августа — Степан Гайдаренко (68) — Герой Советского Союза.
- 28 августа — Николай Рыбко (66) — Герой Советского Союза.
- 28 августа — Дмитрий Тыртычный (71) — полный кавалер ордена Славы.
- 29 августа — Брайан МакГуайр (31) — австралийский автогонщик, участник двух чемпионатов мира по автогонкам в классе Формула-1; погиб в результате аварии.
- 29 августа — Николай Маликов (52) — советский военнослужащий, полный кавалер ордена Славы.
- 29 августа — Николай Рудаков (70) — Герой Советского Союза.
- 30 августа — Николай Литвинов — Герой Советского Союза.
- 30 августа — Виктор Сальников (60) — Полный кавалер ордена Славы.
- 30 августа — Владимир Трибуц (77) — советский военный деятель, адмирал.
- 31 августа — Всеволод Рождественский (82) — русский поэт, в начале 1920-х входивший в число «младших» акмеистов.

## Сентябрь
- 1 сентября — Фёдор Абашев (68) — советский военачальник.
- 1 сентября — Хенрик Варс (74) — польский и американский композитор, пианист, один из зачинателей польского джаза, дирижёр.
- 2 сентября — Василий Власов (71) — директор Киевского завода имени Артёма.
- 3 сентября — Сергей Войцехович (83) — советский политический деятель, 1-й секретарь Пинского подпольного областного комитета КП(б) Белоруссии (1943).
- 3 сентября — Николай Москвиченко (69) — Герой Советского Союза.
- 4 сентября — Василий Русинов (73) — Герой Советского Союза.
- 5 сентября — Александр Великанов (79) — советский писатель.
- 5 сентября — Андрей Дыров (73) — полный кавалер ордена Славы.
- 6 сентября — Юрье Кокко (73) — финский писатель и ветеринар.
- 6 сентября — Василий Соколов (68) — Герой Советского Союза.
- 6 сентября — Иван Сорокин (58) — Герой Советского Союза.
- 7 сентября — Вильфрид Штрик-Штрикфельдт — русский и немецкий офицер.
- 8 сентября — Василий Белоусов (51) — Герой Советского Союза.
- 10 сентября — Константин Полозов (63) — Герой Советского Союза.
- 13 сентября — Анатолий Заровняев (55) — Герой Советского Союза.
- 13 сентября — Иван Петров (59) — Герой Советского Союза.
- 15 сентября — Борис Кукаркин (67) — советский астроном.
- 16 сентября — Леонид Агаков (67) — чувашский писатель.
- 16 сентября — Марк Болан (29) — британский певец, автор песен и гитарист, лидер группы T. Rex; автокатастрофа.
- 16 сентября — Захра Шахтахтинская (81) — азербайджанский советский зоолог, гельминтолог.
- 16 сентября — Мария Каллас (53) — греческая оперная певица (сопрано); инфаркт.
- 17 сентября — Уильям Шелдон (78) — американский психолог и нумизмат, автор конституциональной теории темперамента и системы оценки сохранности монет.
- 20 сентября — Александр Бутко (62) — Герой Советского Союза.
- 21 сентября — Григорий Ждакаев (55) — Полный кавалер ордена Славы.
- 24 сентября — Артём Фальян (57) — советский футболист и тренер. Заслуженный тренер СССР (1967).
- 26 сентября — Николай Воротынцев (53) — Герой Советского Союза.
- 27 сентября — Надежда Заглада (83) — украинская колхозница, одна из организаторов колхозного движения, Герой Социалистического Труда.
- 27 сентября — Афанасий Савельев (61) — Герой Советского Союза.
- 27 сентября — Николай Шунин (62) — Полный кавалер ордена Славы.
- 28 сентября — Николай Алексеев (63) — Герой Советского Союза.
- 29 сентября — Махаш Балмагамбетов — Герой Советского Союза.

## Октябрь
- 3 октября — Алексей Шаров (60) — Герой Советского Союза
- 7 октября — Николай Аникин (58) — Герой Советского Союза.
- 7 октября — Николай Зеров (57) — механик теплохода «Вильгельм Пик» Камского речного пароходства, город Пермь.
- 7 октября — Евгений Луппов (61) — Герой Советского Союза.
- 7 октября — Сергей Орлов (56) — русский советский поэт.
- 7 октября — Пётр Шильдин (56) — Герой Советского Союза.
- 8 октября — Алексей Душкин (73) — советский архитектор.
- 9 октября — Григорий Агабабян (66) — армянский архитектор, заслуженный деятель искусств Армянской ССР.
- 10 октября — Иван Лавский (58) — русский, советский живописец, график, член Ленинградской организации Союза художников РСФСР.
- 10 октября — Михаил Манакин (62) — Герой Советского Союза.
- 10 октября — Хелен Гибсон (85) — американская киноактриса, первая американская профессиональная женщина-каскадёр.
- 11 октября — Григорий Мац (57) — Герой Советского Союза.
- 12 октября — Герман Алексеев (54) — Полный кавалер ордена Славы.
- 13 октября — Александр Михайлюк (52) — Полный кавалер ордена Славы.
- 14 октября — Бинг Кросби (74) — американский певец и актёр, один из самых успешных исполнителей в мире.
- 16 октября — Наум Трахтенберг (67) — советский архитектор.
- 17 октября — Иван Федюнинский (77) — советский военачальник, генерал армии, Герой Советского Союза.
- 18 октября — Андреас Баадер (34) — один из основателей и лидеров Фракции Красной Армии, городской партизан; по официальной версии, покончил с собой в тюрьме.
- 18 октября — Евгений Велихов (70) — актёр, народный артист РСФСР.
- 18 октября — Иван Молоков (60) — Герой Советского Союза.
- 18 октября — Гудрун Энслин (37) — одна из основательниц и лидеров Фракции Красной Армии; согласно официальной версии, совершила самоубийство в тюрьме вместе с Андреасом Баадером (34) и ещё одним членом RAF Яном-Карлом Распе (33).
- 19 октября — Борис Мартос (98) — украинский политический деятель и экономист.
- 20 октября — Вилли Новак (91) — чешский живописец и график.
- 20 октября — Владимир Рубченков (54) — Герой Советского Союза.
- 21 октября — Норман Томас Гилрой (81) — австралийский кардинал.
- 22 октября — Михаил Медведев (54) — Герой Советского Союза.
- 24 октября — Лидия Ржецкая (78) — белорусская советская актриса. Народная артистка СССР.
- 25 октября — Феликс Гуэн (93) — французский политик и государственный деятель, в течение пяти месяцев (12 января — 7 июня 1946) премьер-министр Франции.
- 25 октября — Дмитрий Капка (79) — советский актёр театра и кино.
- 25 октября — Леонид Перфецкий (76) — украинский художник — баталист, график, иллюстратор.
- 25 октября — Пётр Подковыров (67) — советский композитор, Заслуженный деятель искусств Белорусской ССР.
- 26 октября — Тимур Назмутдинов (52) — Полный кавалер Ордена Славы.
- 27 октября — Борис Гонтарев (98) — генерал-майор, участник Первой мировой войны.
- 27 октября — Прохор Мышляков (74) — марийский советский административный, хозяйственный и партийный деятель.
- 28 октября — Алексей Высоцкий (58) — советский журналист, писатель.
- 30 октября — Степан Ленкавский — активный деятель украинского националистического движения; возглавил ОУН (б) после гибели Степана Бандеры в 1959.
- 30 октября — Михаил Слобоцков (53) — Герой Советского Союза
- 31 октября — Николай Глущенко (76) — украинский художник.

## Ноябрь
- 1 ноября — Амазасп Бабаджанян (71) — участник Великой Отечественной войны, Герой Советского Союза.
- 1 ноября — Эрнст Иогансен (79) — немецкий писатель.
- 2 ноября — Павел Глазков (65) — участник Великой Отечественной войны, Герой Советского Союза.
- 4 ноября — Константин Бунин (67) — советский исследователь-металлофизик.
- 4 ноября — Пинки Питтенгер (англ. Pinky Pittenger) (78), американский бейсболист.
- 5 ноября — Алексей Стаханов (71) — новатор угольной промышленности, основоположник Стахановского движения, Герой Социалистического Труда (1970).
- 5 ноября — Рене Госинни (51) — французский писатель и издатель, создатель таких персонажей комиксов, как Астерикс, «маленький Николя» (Le Petit Nicolas) и других.
- 8 ноября — Матус Бисноват (72) — главный конструктор ОКБ-293, главный конструктор Опытного конструкторского бюро ракетного авиационного вооружения.
- 8 ноября — Камал Джамалов (57) — участник Великой Отечественной войны, Герой Советского Союза.
- 9 ноября — Леонард Адамов (36) — советский футболист, нападающий. Игрок сборной СССР.
- 9 ноября — Давид V (Девдариани) (74) — католикос-патриарх Грузии в 1972—1977.
- 9 ноября — Тимофей Никоненко (69) — красноармеец Рабоче-крестьянской Красной Армии Армии, участник Великой Отечественной войны, Герой Советского Союза.
- 9 ноября — Гертруда Астор (90) — американская киноактриса.
- 10 ноября — Алексей Жадов (76) — советский военачальник, первый заместитель главнокомандующего сухопутными силами, генерал армии.
- 14 ноября — Павел Ранжев (59) — участник Великой Отечественной войны, Герой Советского Союза.
- 16 ноября — Геннадий Лебедев (65) — участник Великой Отечественной войны, Герой Советского Союза.
- 17 ноября — Анзор Кикнадзе (43) — заслуженный мастер спорта СССР.
- 18 ноября — Курт Шушниг (79) — федеральный канцлер Австрии (1934—1938)
- 19 ноября — Иван Парыгин (64) — участник Великой Отечественной войны, Герой Советского Союза.
- 21 ноября — Макси Вандер (44) — австрийская писательница.
- 21 ноября — Семён Ветров (54) — Полный кавалер Ордена Славы.
- 21 ноября — Борис Родендорф (73) — советский энтомолог, палеонтолог.
- 22 ноября — Дмитрий Онуприенко (71) — советский военачальник, генерал-лейтенант. Герой Советского Союза.
- 26 ноября — Алексей Грибов (75) — советский актёр театра и кино.
- 26 ноября — Иван Зуев (69) — Герой Советского Союза.
- 27 ноября — Александр Андреев (51) — Герой Советского Союза.
- 29 ноября — Иван Ключников (57) — полный кавалер ордена Славы.
- 30 ноября — Теренс Реттиген (66) — английский драматург и сценарист.

## Декабрь
- 1 декабря — Василий Амашукели (91) — российский и грузинский кинорежиссёр.
- 1 декабря — Фёдор Крылов (62) — Герой Советского Союза.
- 2 декабря — Илья Векуа (70) — советский математик, специализировавшийся в дифференциальных уравнениях с частными производными, сингулярных интегральных уравнений, обобщённых аналитических функциях и математической теорией упругих оболочек.
- 3 декабря — Рудольф Компфнер (68) — английский и американский физик и инженер-электротехник австрийского происхождения. Наиболее известен как создатель лампы бегущей волны.
- 4 декабря — Иов (Кресович) (79) — архиепископ Ивановский и Кинешемский. Деятель Русской православной церкви.
- 5 декабря — Александр Василевский (82) — выдающийся советский военачальник, Маршал Советского Союза (1943).
- 5 декабря — Василий Зайцев (72) — советский военачальник, генерал-майор артиллерии, участник Великой Отечественной и советско-японской войн.
- 6 декабря — Надир Малишевский (59) — советский актёр театра и кино.
- 8 декабря — Николай Волков (54) — лейтенант танковых войск, Герой Советского Союза.
- 8 декабря — Виктор Грошев (53) — полный кавалер ордена Славы.
- 9 декабря — Владимир Крыжановский (72) — Полный кавалер Ордена Славы.
- 9 декабря — Клариси Лиспектор (56) — крупнейшая бразильская писательница.
- 9 декабря — Никонор Ревуцкий (74) — Герой Советского Союза.
- 10 декабря — Григорий Найдин (60) — полковник танковых войск, Герой Советского Союза.
- 10 декабря — Степан Романец — Герой Советского Союза.
- 12 декабря — Артур Эрдейи (69) — британский математик венгерского происхождения.
- 13 декабря — Давид Бакрадзе (65) — подполковник, командир партизанского полка, Герой Советского Союза.
- 15 декабря — Александр Галич (59) — русский советский поэт, сценарист, драматург, автор и исполнитель собственных песен; удар током.
- 15 декабря — Константин Самсонов (61) — полковник, Герой Советского Союза.
- 16 декабря — Иван Ваганов (83) — Герой Советского Союза.
- 18 декабря — Николай Арсеньев (89) — русский философ, историк религии и культуры, поэт.
- 18 декабря — Фриц Зедлак (82) — австрийский скрипач.
- 18 декабря — Яков Флиер (65) — советский пианист и педагог, профессор Московской консерватории, Народный артист СССР.
- 19 декабря — Арсентий Кришталь — старшина танковых войск, Герой Советского Союза.
- 19 декабря — Жак Турнёр (73) — американский режиссёр.
- 22 декабря — Александр Бойцов (73) — Герой Советского Союза.
- 22 декабря — Евгений Бондаренко (72) — украинский советский актёр, народный артист СССР.
- 23 декабря — Алексей Лобов (62) — Герой Советского Союза.
- 23 декабря — Александр Симанов (59) — Герой Советского Союза.
- 24 декабря — Эдмунд Веезенмайер (73) — немецкий политический деятель.
- 24 декабря — Алексей Кукин (65) — Герой Советского Союза.
- 25 декабря — Чарли Чаплин (88) — английский киноактёр, сценарист, композитор и режиссёр.
- 27 декабря — Вольдемар Пансо (57) — эстонский советский актёр и театральный режиссёр, педагог. Народный артист СССР (1977).
- 27 декабря — Михаил Рабинович (76) — советский военачальник, генерал-майор танковых войск.
- 28 декабря — Николай Буйнов (54) — лейтенант, Герой Советского Союза.
- 29 декабря — Ульяна Быкова (70) — Герой Социалистического Труда.
- 29 декабря — Иван Русин (64) — Герой Советского Союза.
- 30 декабря — Хуго Лаур (84) — эстонский и советский актёр театра и кино.